# Disc de Newton

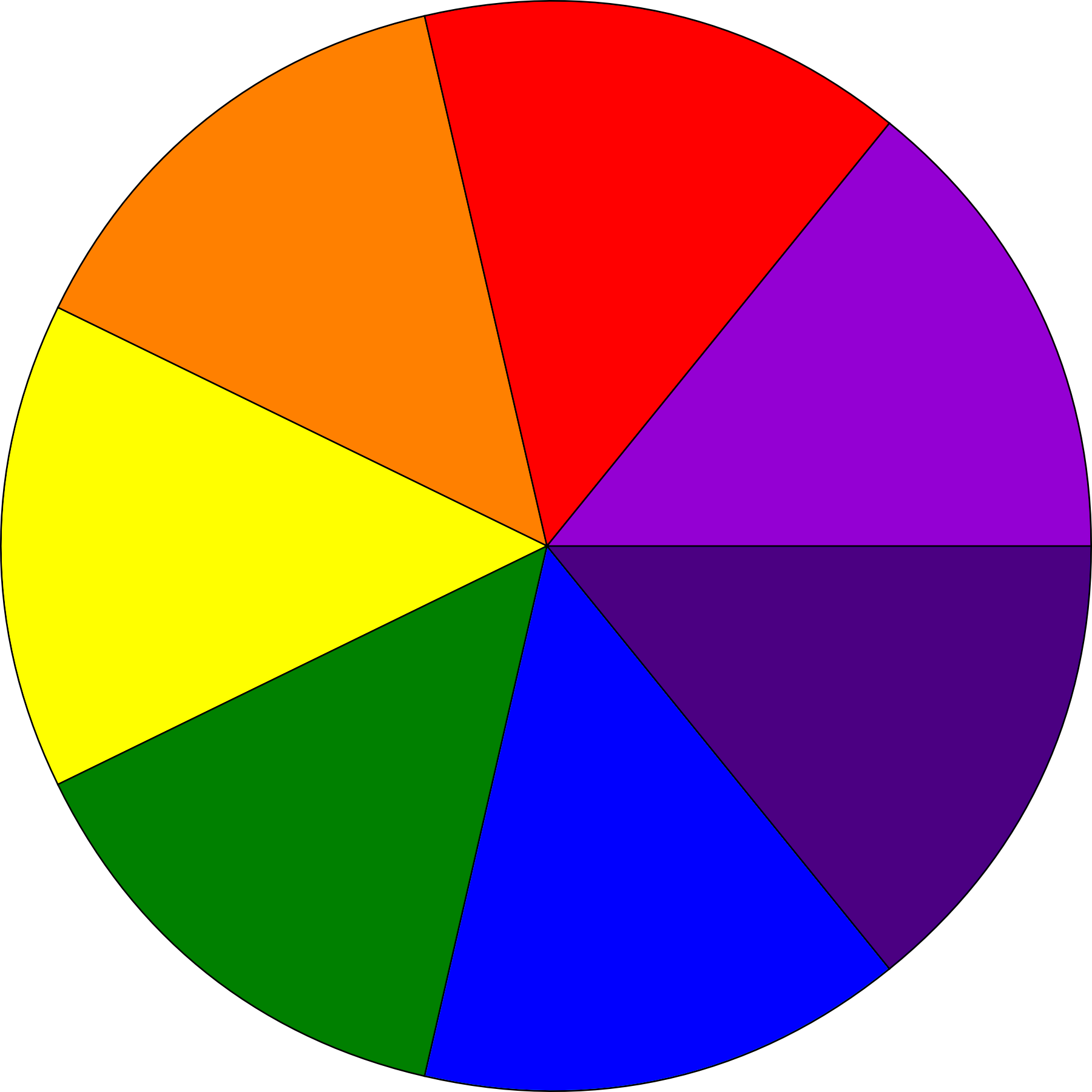
Distribució de colors del Disc de Newton.

El disc de Newton és un dispositiu atribuït a Isaac Newton que consisteix en un cercle amb sectors pintats de colors: vermell, taronja, groc, verd, turquesa, blau i lila. En fer girar el disc a una gran velocitat, es veuen els colors combinats formant el color blanc. Amb aquest dispositiu es demostra que el color blanc està format pels set colors de l'arc de Sant Martí. Això passa pel fenomen de la persistència retinal, l'ull segueix amb la impressió que ha rebut la retina i li sembla que es tracta d'un únic color perquè òpticament el nostre cervell barreja tots els colors que s'estan movent a gran velocitat.
Isaac Newton va descobrir el 1666 que la llum blanca pot dividir-se en els seus colors components mitjançant un prisma i va trobar que cada color pur es caracteritza per una reflectivitat específica. Va fer passar un raig de llum solar a través d'un orifici d'una habitació obscura perquè amb la inclinació adequada, travessés un prisma de vidre i, d'aquesta manera, obtenir l'espectre visible de la llum solar, demostrant que aquesta està composta per infinitat de raigs simples amb diferents angles de refracció cadascun. En fer passar els raigs descomposts de la llum solar per un segon prisma, aquest invertit respecte a l'anterior, va tornar a obtenir un únic raig de llum monocromàtica.
La segona part de l'experiment, la reunió dels colors descomposts en un únic raig de llum blanca, és la que motiva el disc de Newton, disc que està dividit en una sèrie de sectors amb els colors de l'espectre, que en fer-lo girar a gran velocitat crea l'efecte òptic que fa que vegem tot el cercle de color blanc.